# 王叔謙
王叔謙（?—?），山東省萊州府膠州人，清朝政治人物、同進士出身。

## 生平
光緒二十年（1894年），参加光緒甲午科殿試，登進士三甲29名。同年五月，著交吏部掣签分发各省，以知县即用。